# 双河乡 (城口县)
双河乡，是中华人民共和国重庆市城口县下辖的一个乡镇级行政单位。

## 行政区划
双河乡下辖以下地区：
双流村、竹园村、天星村、硝水坝村、厚朴园村、余坪村、店坪村、永红村和柳河村。